# Карус, Юлий-Виктор
Юлий-Виктор Карус (Julius Victor Carus) — германский зоолог.

## Биография
Родился в 1823 году. Изучал медицину и естествознание, был врачом в Лейпциге, Вюрцбурге и Фрейбурге, потом консерватором сравнительно-анатомического музея в Оксфорде, в 1853 году стал профессором сравнительной анатомии и директором зоотомической коллекции в Лейпциге. В 1873 и 1874 годах он замещал Уайвилля Томсона в качестве профессора зоологии в Эдинбурге.

## Труды
Из сочинений Каруса следует отметить:
- «Zur nähern Kenntniss d. Generationswechsels» (1849);
- «System der tierischen Morphologie» (1853);
- «Icones zootomicae» (1857);
- «Über die Wertbestimmung zoologischer Merkmale» (1854);
- «Über die Leptocephaliden» (1861);
- «Handbuch der Zoologie» (вместе с Адольфом Герштеккером, 2 т., 1863-75);
- «Prodromus faunae mediterraneae» (2 т., 1884-85);
- «Geschichte der Zoologie» (1872)

Вместе с Вильгельмом Энгельманом он издавал «Bibliotheca zoologica», посвященную обзору зоологической литературы, с 1878 года — «Zoologischer Anzeiger» — полный обзор текущей зоологической литературы с прибавлением кратких статей по различным отраслям зоологии. Карус перевёл на немецкий язык многие сочинения Дарвина и некоторые Льюиса.